# إل موندو (صحيفة)
إلموندو (بالإسبانية: El Mundo، وكان يُعرف سابقًا باسم El Mundo del Siglo XXI) هو صحيفة إسبانية ذات طابع وطني، ويقع مقرّها الرئيسي في العاصمة مدريد (الرقم الدولي المعياري للدوريات: ISSN 1697-0179). عُرفت الصحيفة بوجود نسخ إقليمية ومحلية متعددة، وما زال يُنشر منها نسخ مختلفة تغطي مناطق مختلفة داخل إسبانيا.
وفقًا للبيانات المُعتمدة من قبل مكتب تبرير الانتشار (Oficina de Justificación de la Difusión – OJD)، فقد بلغ متوسط عدد النسخ المطبوعة لصحيفة إلموندو خلال الفترة الممتدة من يوليو 2013 حتى يونيو 2014 حوالي 229,741 نسخة، في حين بلغ متوسط عدد النسخ المُوزعة فعليًا خلال نفس الفترة 156,172 نسخة. أما بالنسبة للنسخة الرقمية من الإصدار المطبوع، فقد بلغ متوسط التوزيع خلال الفترة من يناير 2013 إلى ديسمبر 2013 نحو 28,731 نسخة.
كما يُصدر أيضًا نسخة رقمية تُعرف باسم elmundo.es (الرقم الدولي المعياري للدوريات: ISSN 1576-6969). ولا تُطابق المحتويات المنشورة في هذه النسخة الرقمية تمامًا تلك التي تُنشر في النسخة الورقية، على الرغم من إتاحة الوصول إلى نسخة رقمية من الإصدار الورقي من خلال كشك افتراضي مخصص على البوابة الإلكترونية.
وقد اعتُبرت النسخة الرقمية من الصحيفة ثاني أكثر صحيفة رقمية ناطقة بالإسبانية استقطابًا للزوار على مستوى العالم، حيث جرى تسجيل 9,036,000 مستخدم فريد خلال شهر سبتمبر من عام 2016.
تُعد يونيـداد إديتوريال إنفورماسيون خنيرال، س. إل. أو (Unidad Editorial Información General, S.L.U.) هي الشركة التي تتولى نشر صحيفة إلموندو، وتُعد بدورها مملوكة لشركة يونيـداد إديتوريال، س. أ (Unidad Editorial, S.A.)، وهي الكيان الذي يمتلك أيضًا جروبو ريكوليتوس (Grupo Recoletos). وتُشارك هذه الكيانات بملكية غالبية أسهمها مجموعة آر. سي. إس. ميديا جروب (ريتسولي) (RCS MediaGroup (Rizzoli))، وهي المجموعة الإعلامية التي تُشرف كذلك على صحيفة كورييري ديلا سيرا (Corriere della Sera)، التي تُعتبر الصحيفة الإيطالية الأعلى توزيعًا.
ويُعزى إلى مجموعة آر. سي. إس. ميديا جروب (RCS MediaGroup) وضع الخطوط العامة والتوجيهات الاستراتيجية التي تُنظّم السياسات التحريرية والنهج العام للمؤسسات الإعلامية التابعة لها.
في 8 مارس من عام 2010، أطلق جروبو يونيـداد إديتوريال (Grupo Unidad Editorial)، بالتعاون مع شركات نشر أخرى، الكيوسك أوربيت (Orbyt)، وهي منصة رقمية مخصصة لتقديم المحتوى المدفوع، وُجّهت لجميع المنتجات التحريرية التابعة لتلك الشركات.
وقد أُنشئت هذه المنصة لتتيح، بالإضافة إلى احتوائها على أقسام خاصة (منها أربعة أقسام مخصصة لصحيفة إلموندو)، إمكانية الاطلاع على أرشيف كافة المنشورات، إلى جانب القدرة على إبداء الرأي والتفاعل مع هيئة التحرير.
بحسب ما نُشر من قِبل المجموعة الإيطالية المالكة للمؤسسة، آر. سي. إس. ميديا جروب (ريتسولي) (RCS MediaGroup (Rizzoli))، فقد أنهت يونيـداد إديتوريال (Unidad Editorial) السنة المالية لعام 2011 بخسائر بلغت 322 مليون يورو، وهو ما مثّل العام الخامس على التوالي من النتائج السلبية، مما وضع الشركة في حالة وُصفت بـ"الإفلاس الفني".
وقد شُهد تحسّن في هذه الأوضاع المالية بفضل خطط الكفاءة التي وُضعت، إلى جانب تعزيز النشاط الرقمي، ما أتاح تحقيق نتائج إيجابية بحلول عام 2017.

## التاريخ
ظهرت صحيفة إلموندو لأول مرة في 23 أكتوبر من عام 1989. وقد أُسّست على يد ألفونسو دي سالاس (Alfonso de Salas)، وبيدرو جاي راميريث (Pedro J. Ramírez)، وبالبينو فراخا (Balbino Fraga)، وخوان غونثاليث (Juan González).
وباتباع نهج الصحيفة السابقة التي أدارها بيدرو جاي. راميريث، وهي دياريو 16 (Diario 16)، قامت إلموندو بنشر تحقيقات واستقصاءات صحفية كان لها أثر بالغ في الرأي العام، وأسهمت في تآكل شعبية الرئيس فيليبي غونثاليث (Felipe González)، مما أدى إلى فوز خوسيه ماريا أثنار (José María Aznar) في الانتخابات العامة عام 1996.

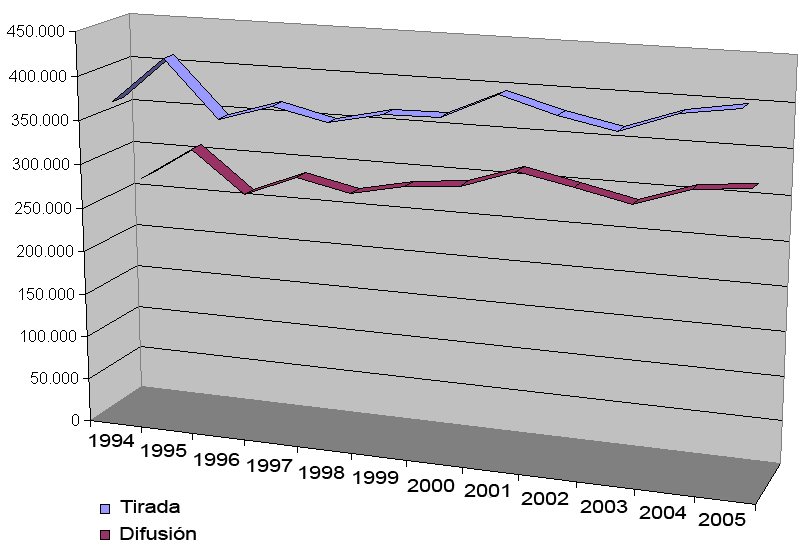
توزيع صحيفة إل موندو وفقًا لبيانات مكتب تبرير التوزيع (Oficina de Justificación de la Difusión – OJD) للفترة ما بين 1994 و2005:

دعمت صحيفة إلموندو، بوجه عام، حكومة خوسيه ماريا أثنار، إلا أنّ بعض السياسات والإجراءات التي اتخذتها الحكومة وُوجِهت بالنقد من قبل الصحيفة، خاصة تلك التي اعتُبر أنها قد تُفيد مجموعة بريسا (Prisa)—وهي الجهة الإعلامية التي أصبحت منذ عهد فيليبي غونثاليث خصمًا مباشرًا لكل من أثنار وإلموندو على حد سواء.
كما وجّهت الصحيفة انتقادات حادّة لحرب العراق، واتخذت منها موضعًا نقديًا صريحًا، رغم تقاربها العام مع الحكومة خلال تلك المرحلة.
منحت صحيفة إلموندو ثقة أولية لرئيس الحكومة خوسيه لويس رودريغيث ثاباتيرو، إلا أنها حافظت على موقف نقدي تجاه الحكومة الاشتراكية، وهو الموقف السائد حاليًا.
ومن بين الانتقادات التي وجهتها الصحيفة كانت الاتفاقيات التي أُبرمت مع الأحزاب القومية الإقليمية، والتي اعتبرت إلموندو أنها أدت إلى إصلاح نظام الحكم الذاتي في كتالونيا، بالإضافة إلى محاولات التفاوض لتحقيق السلام مع منظمة إيتا (ETA).
فيما يخص العمل الاستقصائي، تُعتبر إلموندو من أبرز الداعمين للنظريات التي تشكك في سير الإجراءات القضائية المتعلقة بهجمات 11 مارس 2004، مقدمة هذه النظريات على أنها محاولات لتوضيح جوانب يعتقدون أنها لم تُحل بعد.
في عام 2009، كٌرمت الصحفية أمايا غارسيا أورتيث دي جوكانو بجائزة أورتيغا إي جاسيت للصحافة في فئة الصحافة الرقمية، وذلك عن تقريرها المعنون "درس في التاريخ عند حافة الحفرة"، والذي نُشر في صحيفة إلموندو.
في عام 2010، وبحسب الحسابات التي قدّمتها شركة يونيـداد إديتوريال، س. أ. (Unidad Editorial, S.A.) إلى السجل التجاري في مدريد، عانت الصحيفة من إفلاس فني نتيجة انخفاض الإيرادات من الإعلانات وتراجع المبيعات. وقد اضطرت الصحيفة إلى الحصول على قرض من الشركة الأم آر. سي. إس. ميديا جروب (RCS MediaGroup) بقيمة 8.8 مليون يورو. وأشار التقرير إلى أن الصحيفة كانت قد فقدت ما يصل إلى ثلث قرائها المعتادين.
في 28 مايو 2012، وقعت شركة النشر إلموندو اتفاقية تسريح جماعي (ERE)، مبررة ذلك بالوضع الاقتصادي للشركة نتيجة التراجع الحاد في إيرادات الإعلانات، وذلك بعد أن صادق فريق التحرير على الاتفاق بأغلبية بسيطة.
وقد اٌحترم الاتفاق السابق الذي نص على خروج 142 موظفًا، من بينهم 113 من فريق التحرير المركزي في مدريد والفروع، و29 من قسم الإدارة والوثائق والمجلات مثل ماجازين (Magazine)، ميتروبول (Metrópoli)، ويو دونا (Yo Dona).
وفي نفس الشهر، نفذ موظفو صحيفة إلموندو في مدريد إضرابًا احتجاجيًا ضد إدارة الصحيفة التي قامت بعمليات التسريح.

## الخط التحريري للصحيفة

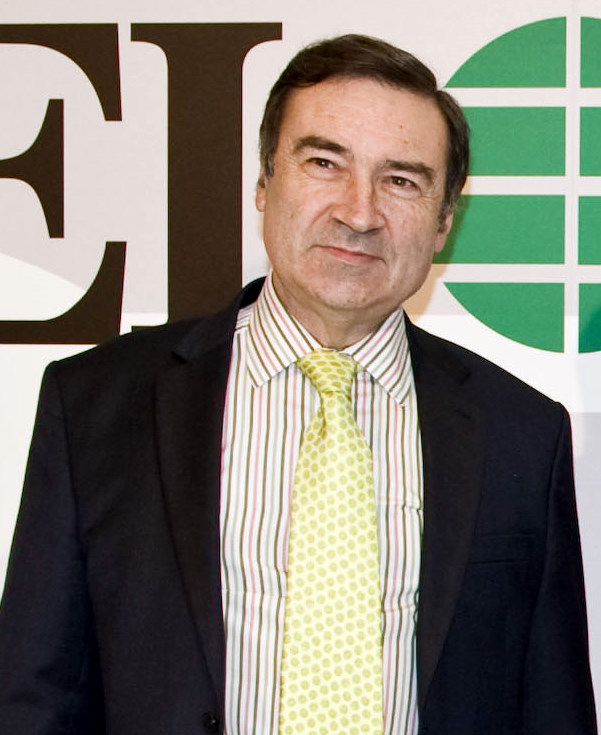
بيدرو خوتا راميريث، أحد مؤسسي صحيفة إل موندو

تعرف صحيفة إلموندو خطها التحريري بأنه ليبرالي. وغالبًا ما تتخذ موقفًا نقديًا تجاه حزب العمال الاشتراكي الإسباني (PSOE) والقوميات الإقليمية، كما تُعتبر قريبة من الحزب الشعبي (PP)، خاصة في السياسة الإسبانية، رغم ابتعادها عن المبادئ المحافظة التقليدية بشكل كامل.
وفي بعض القضايا المتعلقة بالسياسة الخارجية، انتقدت الصحيفة الحكومة الأخيرة لخوسيه ماريا أثنار بسبب دعمها لحرب العراق.
خلال الولاية التشريعية الأخيرة لفليبي غونثاليث، أٌكدت تحقيقات صحيفة إلموندو الصحفية قضائيًا، إلى جانب تحقيقات وسائل إعلام أخرى، والتي كشفت عن الحرب القذرة التي قادها مجموعة العمليات الخاصة (GAL)، بالإضافة إلى عدة فضائح فساد تورط فيها حزب العمال الاشتراكي الإسباني (PSOE) وقيادات سياسية بارزة في الحكومة الاشتراكية، والتي أُدين فيها بعض المسؤولين في قضايا محددة، بينما كانت الصحيفة نفسها قد وُجهت إليها أحكام في قضايا أخرى.
وقد تزايد هذا الموقف النقدي خلال فترة حكومة خوسيه لويس رودريغيث ثاباتيرو، حيث برزت الصحيفة كواحدة من أبرز الجهات التي روجت لما عُرف بـنظريات المؤامرة المتعلقة بهجمات 11 مارس (11M)، مستندة في ذلك إلى تخميناتها الصحفية غير المدعومة من قبل التحقيقات القضائية، وإلى تفسيرها لمجموعة من الأدلة والقرائن الموجودة في ملف القضية المتعلقة بالهجوم.
تتميّز أعمدة الرأي في صحيفة إلموندو بتنوّع في وجهات النظر. إذ تختلف آراء بعض كتابها حول موضوعات مثل الكنيسة الكاثوليكية، والملكية، والقيم المحافظة، وهو ما يظهر جليًا في مقالات كُتاب مثل أنطونيو غالا، فيديريكو خيمينيث لوسانتوس، راول ديل بوثو، فرناندو سانشيث-دراجو، لويس ماريا أنسون، أركادي إسبادا، وسلفادور سوستريس.
وترتقي هذه الآراء إلى مستوى يبتعد عن الخط التحريري لصحف تُصنّف على أنها محافظة بشكل واضح مثل صحيفتي ABC ولا راثون (La Razón).
تدافع الصحفية إلينا دي ريغويوس عن نظرية مفادها أن هدف صحيفة إلموندو هو أن تصبح الوسيلة المكتوبة المرجعية لليمين الإسباني، متجاوزةً بذلك صحيفة ABC المحافظة.
وفي ذات السياق، طالب الصحفي الإذاعي فيديريكو خيمينيث لوسانتوس، الذي كان يشارك مرتين أسبوعيًا في برنامج نقاش كان يقدّمه في ذلك الوقت مدير إلموندو السابق، بيدرو جاي. راميريث، بشكل متكرر من مشتركي صحيفة ABC أن يُلغوا اشتراكاتهم فيها (مما أدى إلى توجيه تحذير قضائي له)، وأن يشتركوا بدلاً من ذلك في صحيفة إلموندو.

## إصدارات

### إصدرات إقليمية ومحلية
احتفظت شركة يونيـداد إديتوريال، س. أ. بسياسة إصدار نسخ إقليمية ومحلية من صحيفتها. ويمكن التمييز بين النسخ الإقليمية التي أُنشئت في العقد الأخير من القرن العشرين والتي كانت ذات رأس مال مستقل، وبين النسخ المحلية التي تأسست في العقد الأول من القرن الحادي والعشرين، والتي تمت من خلال توقيع تحالفات مع وسائل إعلام محلية قائمة ورأس مال مأخوذ من قطاع الأعمال المحلي والإقليمي.
وفي نهاية ذلك العقد، بدأ الإغلاق التدريجي للعديد من أكثر من خمس وعشرين نسخة إقليمية ومحلية كانت قد أُصدرت في السابق، وذلك في إطار سياسة إعادة هيكلة مجموعة الإعلام التي تتبعها الشركة.
| الاسم                                                 | النطاق الجغرافي    | تاريخ البدء    | تاريخ الانتهاء | الرقم التسلسلي القياسي الدولي |
| ----------------------------------------------------- | ------------------ | -------------- | -------------- | ----------------------------- |
| إلموندو دل سيغلو XXI مدريد M2                         | إسبانيا            | 23 أكتوبر 1989 | -              | ISSN 1134-4261                |
| إلموندو.إس مدريد                                      | إسبانيا            | 199?           | -              | ISSN 1697-0187                |
| إلموندو دل سيغلو XXI إقليم الباسك بيزكايا             | إسبانيا            | 29 يناير 1992  | -              | ISSN 1138-1361                |
| إلموندو دل سيغلو XXI إقليم الباسك ألافا               | إسبانيا            | 5 مايو 1993    | 28 أكتوبر 2005 | ISSN 1138-1345                |
| إلموندو دل سيغلو XXI إقليم الباسك غيبوثكوا            | إسبانيا            | 1993           | 28 أكتوبر 2005 | ISSN 1138-1353                |
| إلموندو دل سيغلو XXI إقليم الباسك                     | إسبانيا            | 29 أكتوبر 2005 | -              | ISSN 1886-2144                |
| إل ديا دل موندو جزر البليار                           | إسبانيا            | 27 يناير 1993  | أكتوبر 1998    | ISSN 1576-6233                |
| إلموندو دل سيغلو XXI إل ديا جزر البليار               | إسبانيا            | 9 أكتوبر 1998  | -              | ISSN 1576-6888                |
| إلموندو دل سيغلو XXI إيبيزا وفورمينتيرا               | إيبيزا وفورمينتيرا | 2001           | مارس 2010      | ISSN 1578-6080                |
| إلموندو دل سيغلو XXI كاستيا وليون                     | إسبانيا            | 20 نوفمبر 1993 | -              | ISSN 1138-1388                |
| إلموندو دل سيغلو XXI بلد الوليد                       | إسبانيا            | 29 مايو 1991   | 13 مايو 2000   | ISSN 1138-1337                |
| إلموندو دياريو دي بلد الوليد دل سيغلو XXI             | إسبانيا            | 14 مايو 2000   | -              | ISSN 1576-6918                |
| لا كرونيكا إلموندو دي ليون                            | إسبانيا            | 1998           | 31 مارس 2008   | ISSN 9968-117X                |
| إلموندو دي ليون                                       | إسبانيا            | 1 أبريل 2008   | 22 مارس 2012   | ISSN?                         |
| إلموندو إل كوريو دي بورغوس                            | إسبانيا            | 8 سبتمبر 2002  | -              | ISSN 1695-5676                |
| إلموندو دياريو دي سوريا                               | إسبانيا            | 10 مارس 2006   | -              | ISSN 1886-7006                |
| إلموندو دل سيغلو XXI جاليسيا                          | إسبانيا            | 29 أبريل 1995  | -              | ISSN 1577-6298                |
| إلموندو دل سيغلو XXI كتالونيا                         | إسبانيا            | 20 سبتمبر 1995 | -              | ISSN 1138-137X                |
| إلموندو دل سيغلو XXI أندلوسيا                         | إسبانيا            | 21 سبتمبر 1996 | -              | ISSN 1575-0086                |
| إلموندو دل سيغلو XXI أندلوسيا إشبيلية                 | إسبانيا            | 10 يناير 1999  | -              | ISSN 1576-6977                |
| إلموندو دل سيغلو XXI هويلفا نوتيسياس                  | إسبانيا            | 5 يونيو 2002   | 26 أكتوبر 2010 | ISSN 1695-0968                |
| إلموندو دل سيغلو XXI مالقة                            | إسبانيا            | 26 نوفمبر 2004 | -              | ISSN 1699-8510                |
| إلموندو دل سيغلو XXI ألمرية                           | إسبانيا            | 2005           | 14 نوفمبر 2008 | ISSN 1886-3620                |
| إلموندو دل سيغلو XXI فالنسيا                          | إسبانيا            | 2 ديسمبر 1997  | -              | ISSN 1138-5715                |
| إلموندو دل سيغلو XXI أليكانتي                         | إسبانيا            | 2 ديسمبر 1997  | -              | ISSN 1138-5723                |
| إلموندو دل سيغلو XXI كاستيلون أل ديا                  | إسبانيا            | 2 ديسمبر 1997  | -              | ISSN 1138-5251                |
| إلموندو دل سيغلو XXI لا غاثيتا دي كانارياز            | إسبانيا            | 18 مارس 2002   | 7 أغسطس 2002   | ISSN 1579-5551                |
| إلموندو دل سيغلو XXI لا غاثيتا دي كانارياز لاس بالماس | إسبانيا            | 8 أغسطس 2002   | 10 نوفمبر 2008 | ISSN 1698-6075                |
| إلموندو دل سيغلو XXI لا غاثيتا دي كانارياز تينيريفي   | إسبانيا            | 8 أغسطس 2002   | 10 نوفمبر 2008 | ISSN 1695-3959                |
| إلموندو دل سيغلو XXI كانتابريا                        | إسبانيا            | 2008           | -              | ISSN 1134-4628                |
| إلموندو أوي إن كانتابريا                              | إسبانيا            | 27 فبراير 2008 | 22 أكتوبر 2009 | ISSN 2173-6618                |
| إلموندو.إس كانتابريا                                  | إسبانيا            | 23 أكتوبر 2009 | -              | ISSN 2171-908X                |

## الطبعات الخاصة
نُشرت طبعة يومية خاصة من صحيفة "إل موندو" تحت اسم "أولا" (1999-2007)، وكانت تُوزع على المستوى الوطني في المؤسسات التعليمية خلال فترة الدراسة في العام الدراسي (ISSN 1699-8537). كما احتوت النسخة الإقليمية من "إل موندو دل سيغلو XXI إقليم الباسك" على طبعة خاصة يومية باسم "أولا دي إل موندو" (2001-2007) (ISSN 1579-2692).
كذلك نُشرت طبعة يومية خاصة من "إل موندو" مخصصة لمركز المعارض IFEMA، وكانت تُوزع في مراكز المعارض خلال فترة المعارض والفعاليات حتى عام 2007 (ISSN 1699-8529).[بحاجة لمصدر]

## النسخة الإلكترونية
بالإضافة إلى ذلك، تحظى صحيفة إل موندو بنسختها الرقمية elmundo.es (ISSN 1576-6969). انطلقت هذه النسخة في أكتوبر 1995، ولأجل إصدار النسخة الرقمية أٌنئشت شركة موندينتراكتيفوس S.A. (1995-2008)، التي تحولت لاحقًا إلى يونيداد إديتوريال إنترنت، S.L. (2008- حتى الآن). تقدم النسخة الرقمية محتويات محدثة باستمرار، بعضها مجاني، خاصة الاشتراك في نشرات الأخبار الإلكترونية (newsletters) التي تُرسل عبر البريد الإلكتروني. كما تتضمن جزءًا مدفوعًا يتوافق مع المحتويات المستخلصة من النسخة المطبوعة للصحيفة. بشكل عام، تُعتبر محتويات elmundo.es مستقلة، رغم أن النصوص المنشورة على الإنترنت تنتقل بين الحين والآخر إلى النسخة الورقية والعكس صحيح. كما تحتوي على قسم خاص للرسومات التفاعلية وقسم للفيديوهات لإعداد محتويات متخصصة. بالإضافة إلى ذلك، تضم ما مجموعه 61 مدونة محدثة، و91 مدونة غير محدثة، موزعة حسب الموضوع والمحتوى.[بحاجة لمصدر]
في عام 2010، كانت النسخة الرقمية من إل موندو واحدة من أبرز البوابات الإلكترونية المتخصصة في المعلومات باللغة الإسبانية، حيث بلغ عدد المستخدمين الفريدين أكثر من 26 مليون مستخدم (وفقًا لبيانات مكتب التحقق من التوزيع OJD، يوليو 2010).[25] في نفس العام، كٌيفت عناصر الوسائط المتعددة في النسخة الرقمية لتكون قابلة للعرض على الأجهزة المحمولة مثل أندرويد، آيفون، وآيباد، من خلال تنزيل وتثبيت التطبيق الجديد (app) الخاص بها. كما أصبحت الاشتراكات الرقمية لصحيفة إل موندو والمجلات التابعة ليونيداد إديتوريال متاحة عبر منصة الكشك الرقمي للصحف Orbyt.[بحاجة لمصدر]
يحتوي الموقع الإلكتروني أيضًا على صفحة مخصصة بالكامل للآباء والأطفال تُدعى "سابوس إي برينسيساس" (Sapos y Princesas)، حيث يتناول المؤلفون فيها خططًا لأنشطة عائلية، مطاعم للزيارة، مسابقات وجوائز، وغيرها من المواضيع ذات الصلة.[بحاجة لمصدر]

## الملحقات

### المجلات والملحقات الأسبوعية
تنوعت المجلات والملحقات الأسبوعية الموزعة مع صحيفة إل موندو على مر الزمن. من بينها: مجلة إل موندو (La Revista de El Mundo)، مجلة Magazine، كرو نيكا (Crónica)، متروبولِي (Metrópoli)، لا لونا دل سيغلو XXI (La Luna del Siglo XXI)، لا لونا دي متروبولِي (La Luna de Metrópoli)، إسفِيرا دي لوس ليبروس (Esfera de los Libros)، إل كولتورال (El Cultural)، أولا (Aula)، كامبوس (Campus)، SD: سو دينيرو (Su Dinero)، نويفا إكونوميا (Nueva Economía)، سو أوردينادور (Su Ordenador)، آريادن@ (Ariadn@)، موتور آند فياخيس (Motor & Viajes)، موتور (Motor)، فياخيس (Viajes)، نوتيكا (Náutica)، SV: سو فيفييندا (Su Vivienda)،[26] ميني موندو (Mini Mundo) – الأسبوعية الشبابية لإل موندو،[27] إم: إيل إيستيلو دي إل موندو (M: El Estilo de El Mundo)،[28] سالود (Salud)، ناتورا (Natura)، ويو دونا (Yo Dona).[29] بعض هذه الملحقات كان أو لا يزال ذو توزيع محلي أو إقليمي، وأخرى توزع على الصعيد الوطني. بعضها يظهر بصيغة مستقلة، بينما يحمل بعضها الآخر صيغة الصحيفة نفسها، حيث يُدمج ضمن الصفحات الوسطى للصحيفة مع ترقيم صفحات خاص.
لا لونا دي متروبولِي (La Luna de Metrópoli)، مجلة الترفيه لعطلة نهاية الأسبوع التابعة لإل موندو،[30] ظهرت لأول مرة في 7 مايو 2004، وتوزع أيام الجمعة، نتيجة دمج لا لونا دل سيغلو XXI (1999-2004)، الملحق المتخصص في الطليعة، السينما والموسيقى والذي كان يوزع أيام الجمعة؛[31][32] مع متروبولِي (1990-2004)، دليل الترفيه في مدريد، الذي كان يوزع أيام الجمعة أو السبت.[33]
الملحق الثقافي إل كولتورال (El Cultural)،[34] ارتبط بالصحيفة منذ استحواذ يونيداد إديتوريال، S.A. عليه عام 1999، بما في ذلك الشركة الناشرة. أدى صدوره إلى إيقاف نشر ملحق إسفِيرا دي لوس ليبروس (Esfera de los Libros).[35] تغيّرت أيام توزيعه المشتركة بين الأربعاء والخميس والجمعة.
أما مجلة الأحد فشهدت عدة أسماء وتغييرات في الشكل والأسلوب، إذ بدأت بمجلة Magazine (1989-1995)،[36] ثم استمرت تحت اسم مجلة إل موندو (La Revista de El Mundo) (1995-1999)،[37] ثم عادت إلى اسم Magazine (1999- حتى الآن)،[38] وأضافت إليها The English Magazine (2006- حتى الآن)،[39] وهي نسخة مدرجة ضمن Magazine تحتوي على بعض المحتويات باللغة الإنجليزية. حالياً، تُنشر يوم الأحد مع صحيفة إل موندو مجلة أسلوب الحياة "فويرا دي سيري" (Fuera de Serie).

## السنوية والملحقات الشهرية، الربع سنوية والسنوية
بدأت صحيفة إل موندو في عام 1993 بإعداد ونشر نسخة مطبوعة من السنة السنوية (Anuario) (ISSN 1137-1404). ومنذ عام 2005 أصبحت متوفرة بنسخة إلكترونية على أقراص CD-ROM (ISSN 1886-6352) وDVD (ISSN 1886-6360). يُعتبر هذا المنتج مستقلاً عن توزيع الصحيفة.[بحاجة لمصدر]
كانت مجلة لا نويفا ميسا (La Nueva Mesa) (ISSN 1576-6942) ملحقًا غذائيًا يُنشر بشكل ربع سنوي ويوزع مع الصحيفة بشكل مشترك.[بحاجة لمصدر]
في أول جمعة من كل شهر، يمكن الحصول على مجلة سابوس إي برينسيساس (Sapos y Princesas) مجانًا في أي كشك صحف عند شراء صحيفة إل موندو. تستهدف هذه المجلة الآباء والعائلات التي لديها أطفال، بهدف تعليمهم طرق الاستمتاع بالوقت الحر مع أبنائهم.[بحاجة لمصدر]

## الوثائق والمواد الخاصة
تقوم صحيفة إل موندو أيضًا بإعداد ونشر وثائق متنوعة تُدرج في الصفحات الوسطى من الصحيفة، بعضها يصدر بشكل متسلسل وبفترات زمنية مختلفة، وبعضها الآخر يُعد كمواد خاصة، عادةً بمناسبة أحداث أو مناسبات فريدة أو ذكرى سنوية لها.
سلسلة الوثائق: تصنيفات إل موندو تحتوي على عدة عناوين تُنشر سنويًا، مخصصة للعالم التعليمي والأشخاص الإسبان:
- 250 مدرسة حضانة، بدأ إصدارها عام 2006، وكان الهدف أن تصدر سنويًا، ونُشرت في شهر فبراير دون استمرارية لاحقة؛ وتحلل المدارس الحضانة الإسبانية التي تديرها، استنادًا إلى 20 معيارًا محددًا مسبقًا.

- 100 مدرسة، بدأ إصدارها عام 2000، تُنشر سنويًا في شهر مارس؛ وتحلل المدارس، المعاهد، الأكاديميات والمدارس الإسبانية، بناءً على 27 معيارًا محددًا مسبقًا.

- 50 تخصصًا جامعيًا، بدأ إصدارها عام 2001، تُنشر سنويًا في شهر مايو؛ وتحلل أكثر التخصصات الجامعية طلبًا والجامعات الإسبانية التي تُدرّسها، استنادًا إلى 26 معيارًا محددًا مسبقًا.

- 250 ماجستير ودليل كامل لبرامج ماجستير إدارة الأعمال (MBA)، بدأ إصدارها عام 2004، تُنشر سنويًا في شهر يونيو؛ وتحلل أكثر دراسات الماجستير طلبًا والمراكز (الجامعات ومدارس الأعمال) الإسبانية التي تُقدمها، بناءً على 26 معيارًا محددًا مسبقًا.

- 500 من الإسبان الأكثر تأثيرًا/قوة في السنة، بدأ إصدارها عام 2000، تُنشر سنويًا في شهر يناير؛ وتتضمن في عدة قوائم الأشخاص الإسبان الـ 500 الأكثر تأثيرًا أو قوة (يختلف التسمية حسب السنة)، مع نبذات مختصرة عن أول 100شخص في القائمة العامة "للسلطة". القائمة العامة "للسلطة" التي تضم 100 شخص تُكملها قوائم أخرى من 50و25 شخصًا، مع إشارات مختصرة، عبر أقسام مختلفة: السياسة، القانون، الاقتصاد والمالية، الإعلام، التعليم، العلوم والتكنولوجيا، الطب، الشؤون الدولية، النساء، الشباب، السلطة البديلة، الفن، الموسيقى، الإنترنت، السينما والمسرح، النشر، صانعو الاتجاهات، النخبة، المتقاعدون؛ بالإضافة إلى قوائم أخرى تضم 20 شخصًا لكل من المجتمعات والمدن ذات الحكم الذاتي.

حٌولت العديد من هذه الوثائق الخاصة إلى صيغة إلكترونية، في كثير من الحالات مع إضافة محتويات تفاعلية خاصة بها، ومتاحة ضمن قسم «الخاص» في النسخة الإلكترونية لموقع elmundo.es.
كل عام، يمنح يومية إل موندو ثلاثة تكريمات تُعرف باسم "ألقاب إل موندو": شخصية العام، عدو العام، ومدينة العام.
تُسلط هذه الألقاب الضوء على الشخصية الأكثر تأثيرًا، والشخصية الأكثر انتقادًا، والمكان الأبرز خلال العام المنصرم، على التوالي.[45]

## المدراء
- بيدرو ج. راميريث (1989-2014)[46]
- كاسيميرو غارسيا-أباديو (2014-2015)
- ديفيد خيمينيث (2015-2016)
- بيدرو غارسيا كوار تانغو (2016-2017)
- فرانسيسكو روسيل (2017-2022)
- خواكين مانسو (2022-حتى الآن)[47]

## كٌتاب الأعمدة
- إيسبراثا أغيري
- ليوبولدو ألاس مينغيث†
- غابرييل ألبياك
- ألفونسو ألونسو أرانيغوي
- كونسويلو ألفاريث دي توليدو
- ألبرتو أنسولا
- لويس ماريا أنسون
- أنطونيو بورغوس
- فرانسيسكو بويو
- خابيير كارابايو
- بيدرو خي. كوار تانغو
- كارلوس كوستا
- إيفا دياث بيريث
- أركادي إسبادا
- إستير إستيبان
- أنطونيو غالا
- كاسيميرو غارسيا-أباديو
- سانتياغو غونثاليث
- جيوفاني فيثينتي روميرو
- خوسيه لويس غوتييريث "إيراسمو"†
- راؤول إيراس
- مانويل إيدالغو
- إيسابيل راباغو
- فرناندو خاوريغي
- إنكارنا خيمينيث
- فيديريكو خيمينيث لوسانتوس
- فرناندو لوبيث أغودين
- خوسيه لويس لوبيث دي لاكالّي†
- خورخي بوستوس
- خوان إف. مارتين سيكو
- غوستافو ماتياس
- خابيير ميمبا
- لوسيا مينديث
- إدواردو مينديكوتي
- كارلوس نيكولاس
- خابيير أورتيث†
- رافائيل بامبيّون
- خايمي بنيافيل
- بياتريس بوتيتشر
- راؤول ديل باثو
- فيكتوريا بريغو†
- مارتين برييتو†
- أنطونيو بوليدو†
- بيدرو خي. راميريث
- كارمن ريغالت
- أنخيل ديل ريو لوبيث
- راؤول ريبيرو†
- إرنستو ساينث دي بورواغا
- فيليبي ساهاغون "لويس أُوث"
- فيثينتي سالانير
- إيسابيل سان سيباستيان
- فرناندو سانتشيث دراغو†
- سانتوس سانث بيّانويبا
- فرانسيسكو خابيير ساتوي
- فيكتور دي لا سيرنا أرينيياس†
- رافائيل نابارو ثارثيل
- خوستينو سينوفا
- خوسيه ماريا سيربينت
- خوليو سومانيو
- خابيير توميو†
- كارلوس تورو
- دافيد توريس
- أوخينيو ترياس سانيير†
- فرانسيسكو بيريث مارتينيث "فرانسيسكو أومبرال"†
- خابيير أورّوتيكوتشيا

- لويس أنطونيو دي بييينا

## رسامو الكاريكاتير والرسوم التحريرية
(بأسمائهم الفردية أو التوقيعات الجماعية)
- أَخوبيل (Ajubel)
- أنخيل ويّيرمو (Ángel y Guillermo)
- إستيبان (Esteban)
- غاييغو وريي (Gallego & Rey)
- غييرمو (Guillermo)
- إدواردو سانابريا – إيدو إلوستَرادو (Eduardo Sanabria – Edo Ilustrado)
- إيديغوراس وباتشي (Idígoras y Pachi)
- كابانـياس / خوسيه إل. كابانـياس (Cabañas / JL Cabañas)
- دودوت (Dodot)
- خوانخو سايث (Juanjo Sáez)
- ريكاردو (Ricardo)
- ريكاردو وناتشو (Ricardo y Nacho)
- أوليسيس (Ulises)
- كوتو (Kuto)
- سان بيدرو (San Pedro)
- فورخِس (Forges)
- مارتينموراليس (Martinmorales)

## الانتقادات
لقد استُهدِفَت صحيفة إل موندو بانتقادات من بعض الجهات الإعلامية، إذ وُجّهت إليها اتهامات بالتحيّز الجنسي (الميزوجينيا)، وذلك عقب نشرها لعناوين اعتُبِرت منحازة لصالح رجال مسنين مثل الموسيقي ميك جاغر، حيث أُبرِزَت أعمارهم بأسلوب إيجابي أو إعجابي، في حين استُخدِمَت أعمار فنانات مثل بيونسيه ومادونا في عناوين أخرى بطريقة تُوصَف بالمهينة أو التحقيرية.
وقد نالت هذه التغطيات انتقادات واسعة، كان من أبرزها موقف المقدمة التلفزيونية مونيكا كاريّو، التي شاركت الجدل عبر حسابها الرسمي على منصة تويتر، حيث لاقى منشورها صدى واسعًا وتفاعلًا كبيرًا من الجمهور، الذي أبدى في غالبيته رفضًا واضحًا لأسلوب صحيفة إل موندو في تغطية هذه المواضيع.